# Baade 152
 Baade 152 , альтернативные названия: Dresden 152, VEB-152, Flugzeug 152 — первый и единственный пассажирский турбореактивный самолёт, разработанный и построенный в ГДР в 50-х годах XX века.

## История
На волне восстановления экономики только что образованной Германской Демократической Республики от послевоенной разрухи и начала мирового развития реактивной пассажирской авиации у властей страны возникла идея о создании пассажирского турбореактивного авиалайнера собственной постройки.
После Второй мировой войны большая группа немецких учёных, инженеров, конструкторов была вывезена в СССР. Среди них был профессор и авиаконструктор Брунольф Бааде с группой специалистов, которых отправили работать в ОКБ-1 под руководством советского авиаконструктора Семёна Михайловича Алексеева. Там была начата работа над перспективным дальним бомбардировщиком под названием «изделие 150». В конце 1954 года по просьбе властей ГДР, в ОКБ-1 была начато проектирование турбореактивного пассажирского самолёта. За основу был взят всё тот же проект «изделие 150». От прототипа будущий самолёт получил схему аэродинамической компоновки и другие конструктивные решения.
В мае 1956 года ОКБ-1 было переведено в ГДР где было включено в состав производственного объединения «Flugzeugwerke».

## Особенности конструкции и испытания
Новый самолёт получил увеличенный фюзеляж, больший полётный вес, увеличилось крыло и хвостовое оперение. Первый опытный образец получил шасси велосипедного типа. На самолёт устанавливались четыре турбореактивных двигателя Pirna 014 под крыльями, спарками в двух стреловидных узких пилонах.
Презентация нового самолёта состоялась 30 апреля 1958 года. Первый полёт Baade 152 состоялся 4 декабря 1958 года и составил 35 минут. Начались полётные испытания. 4 марта 1959 года первый опытный образец во время второго полёта потерпел авиакатастрофу. Погиб экипаж, все 4 человека. Проект оказался под угрозой срыва, но тем не менее работы по самолёту были продолжены. Продолжалась доводка двигателей Pirna 014 в частности их испытывали на советском Ил-28Р. Был построен ещё один опытный образец самолёта, который поднялся в воздух 26 августа 1960 года. Второй вариант отличался остеклением кабины штурмана, доработанным шасси, и новыми мотогондолами.

## Дальнейшая судьба проекта
Пока лайнер проходил испытания, в ГДР произошли события, в буквальном смысле похоронившие перспективный проект. После того, как в сентябре 1960 года умер президент страны Вильгельм Пик, руководство ГДР перешло к председателю ЦК СЕПГ Вальтеру Ульбрихту. Под давлением партийных «аппаратчиков» программа развития была пересмотрена. По расчетам правительства гораздо проще, а главное — экономически выгоднее, было ремонтировать и строить самолёты по советской лицензии. Таким образом, постройка собственного авиалайнера, пусть и поднимала престиж страны, но всё-таки создавала нездоровую конкуренцию советскому Ту-104, который уже вышел на международные маршруты. А ведь в преддверии грандиозного успеха в ГДР сняли фильм о работе над Baade 152 и даже стали размещать силуэт самолёта на почтовых марках.
Третий прототип хоть и был построен, но в воздух никогда не поднимался и использовался только для наземных испытаний. Тем не менее, на стапелях VEB заложили четыре первых серийных самолёта. Летом 1961 года немецкое правительство окончательно распорядилось прекратить все работы по проекту. Три серийных самолёта были сразу разобраны на стапелях. Та же участь постигла второй и третий прототип, а вот четвёртому экземпляру (номер конструкции 11) «повезло» несколько больше — его фюзеляж использовался в качестве курятника и был обнаружен в 1995 году. Сегодня он хранится в ангарах аэропорта Dresden Klotzsche.
- VEB Baade BB-152 II (номер 11), ангар аэропорта Dresden Klotzsche.
- QSL-карточка германской любительской радиостанции со специальным позывным в честь 60-летия первого полета Baade 152 (2018 год)

## ТТХ
Технические характеристики
- Экипаж: 6 чел
- Пассажировместимость: 47 / 57 / 62 чел
- Длина: 31,4 м
- Размах крыла: 26,3 м
- Высота: 9 м
- Площадь крыла: 136 м²
- Масса пустого: 28,5 т
- Масса снаряжённого: 46,5 т
- Силовая установка: 4 ×  Pirna-014

Лётные характеристики
- Максимальная скорость: 920 км/ч
- Практическая дальность: 2000—2500 км

## Галерея
- Презентация самолёта Baade 152 30 апреля 1958 года.
- Первый и второй вариант самолёта
- Двигатель Pirna 014
- Макет самолёта в Дрездене
- Масштабная модель самолёта Baade 152 в ливрее авиакомпании Deutsche Lufthansa
- Могила экипажа погибшего в авиакатастрофе 4 марта 1959 года.